# Michelle Campbell (1974)
Michelle Lynette Campbell (Carson, 20 febbraio 1974) è un'ex cestista statunitense, professionista nella ABL e nella WNBA.